# جيمس لوني (ناشط سلام)
جيمس لوني (مواليد 1964) هو ناشط سلام كندي، عمل عدة سنوات مع فرق صُناع السلام المسيحية في العراق وفلسطين. اختُطف في بغداد بتاريخ 26 نوفمبر، 2005، إلى جانب ثلاثة آخرين هم: هارميت سينغ سودن (كندي) ونورمان كيمبر (بريطاني)، كلاهما عضوان في الوفد التي كان يترأسه؛ وتوم فوكس (أمريكي)، عضو دائم في فرق صناع السلام وكان يعمل في العراق منذ شهر سبتمبر، 2004. انتهت أزمة الرهائن التي انتشرت بشكل واسع في 23 مارس عام 2006، عندما أُطلق سراح لوني وكيمبر وسودن في عملية عسكرية سرية قادتها قوات بريطانية خاصة. قُتل توم فوكس في 9 مارس، قبل أسبوعين من إطلاق سراح الرهائن الآخرين.
بينما كان لوني مُحتجزًا رهينةً، أخفت عائلته وشريكه دان هانت حقيقة مثليته خوفًا على سلامته. كانت وسائل الإعلام على دراية بهذه الحقيقة، لكنها شاركت في إبقاء ذلك سرًا.
ظهر بشكل مقتضب في وسائل الإعلام في 30 مارس إذ قال: «سآخذ الأمور برويّةٍ حتى أتمكن من إنهاء يومي دون ساقين ترتجفان وقلبٍ يخفق بشدة».

## النشأة
وُلد لوني في كالغاري، ألبيرتا، وتربّى في ثاندر باي، وسو ساينت ماري، أونتاريو. عمل في سنوات مراهقته الأخيرة مستشارًا في معسكر كولومبوس للأولاد بالقرب من أوريليا، أونتاريو، على بحيرة سيمكو. كان معسكرًا صيفيًا للأولاد ذوي الإعاقة، ممولًا من منظمة فرسان كولومبوس وأعضاؤه هم طلاب مدرسة ثانوية في السنة الأخيرة من مختلف المدارس، أداره الآباء باسيليان حتى عام 2002، إذ بيع إلى ستو ساندرز الذي حوله إلى معسكر قيادة.
كان لوني عضوًا مؤسسًا في بيت زكا، وهو واحد من عدة بيوت كانت جزءًا من الحركة العمالية الكاثوليكية في تورنتو. كان عضوًا في مجتمع بيت زكا- بيت ضيافة يستقبل الناس الذين يحتاجون للسكن- منذ عام 1990 حتى عام 2001. في حين أن بيت زكا لم يعد جزءًا فعالًا في المجتمع، لكنه ما زال يعمل حتى يومنا هذا.

## بعد إطلاق سراحه
في شهر يونيو عام 2006، تصدر لوني مرة أخرى العناوين بسبب انضمامه إلى الاحتجاجات ضد الاستخدام الجدلي للمذكرات الأمنية، لاعتقال السكان الأجانب في كندا لسنوات دون اتهام أو محاكمة.
في 20 يونيو، 2006، أقام لوني -إلى جانب العديد من زملائه الأعضاء في المعسكر القيادي للشباب الكاثوليك في أونتاريو- مؤتمرًا صحفيًا في تورنتو، ادُّعيَ فيه أن منظمة فرسان كولومبوس الخيرية أغلقت المعسكر بعد معرفتها بتوجه لوني الجنسي بعد عودته من الأسر. أنكرت منظمة فرسان كولومبوس في أونتاريو أن ذلك كان سبب إغلاق المعسكر. أُعيد افتتاح المعسكر في الصيف التالي تحت الاسم نفسه، ولكن بإدارة وطاقم جديدين. في ذلك اليوم نفسه، كُرّم لوني وشريكه هانت في يوم الاعتزاز غالا في تورنتو لعام 2006 بجائزة الشجاعة.
وفقًا لمقال ورد في صحيفة غولف ميركوري بتاريخ 11 نوفمبر، 2006 عن خطاب ألقاه أمام طلاب جامعيين في 9 نوفمبر، رفض لوني ارتداء زهرة خشخاش في يوم الذكرى. زعم لوني بأن الزهرة تقدم رسالة رمزية تقول «يجب أن نتجهز للاقتصاص القادم».
كتب المغني ومؤلف الأغاني الكندي جون بروكس أغنيتين في ألبومه عن لوني الذي حمل عنوان آورز آند ذا شيبرد ردًا على هذا الجدال. اختيرت أغنيتا جيم لوني اللتان تحملان عنواني براير الجزء الأول وبراير الجزء الثاني لتكون أغاني غلاف لقائمة الأغاني لسي دي عن قصص الحرب الكندية.
في 8 ديسمبر، 2006، أعلن لوني وكيمبر وسودن أنهم غفروا لخاطفيهم، في مؤتمر صحفي أُقيم في مركز سانت إثيلبرغا للسلام، في لندن، إنجلترا. في اليوم نفسه قبل سنة هدد خاطفوهم بإعدامهم. قالوا في بيانهم المشترك للغفران: «نُسامح خاطفينا على اختطافهم واحتجازهم لنا دون شروط. ليست لدينا الرغبة في معاقبتهم»، و«يجب إحضار أولئك الذين اتُّهموا باحتجازنا رهائن إلى المحاكمة وإدانتهم، ونطلب أن يُمنحوا جميع التسهيلات الممكنة. ونضع جانبًا بشكل مطلق أي حقوق يمكن أن تكون لنا عليهم».
في 23 مايو، 2007، نشر لوني بيانًا عامًا يقول فيه إنه لن يشهد ضد خاطفيه الذين هم اليوم في سجن الولايات المتحدة، مُشيرًا إلى الافتقاد إلى الشفافية في المحاكم العراقية، وعدم توفر محامين كافيين ووجود عقوبة الإعدام.
«أخبرت مؤخرًا شرطة الخيالة الملكية الكندية أنني لن أُدلي بشهادتي. لا يمكنني المشاركة في عملية قضائية احتمالات المحاكمة العادلة فيها ضئيلة، وبشكل أدق، توجد احتمالية فيها لحكومة الإعدام».
كان لوني وهارميت سينغ سودن بين 250 كندي جازفوا بتعرضهم للاتهامات وفقًا للقانون الكندي لمكافحة الإرهاب في ربيع عام 2009 من خلال مشاركتهم في الحصول على تذكرة طيران لأبي سفيان عبد الرزاق، وهو كندي اعتُقل من قبل الحكومة السودانية بناءً على طلب من كندا، وعُذّب، وسُجن مدة سنتين دون اتهامات، ثم رُفضت أوراق سفره للعوده إلى كندا. فضحت التذكرة التي ساعد لوني في شرائها كيف كانت تعمل الحكومة على منع عودته، وأدت إلى قرار قضائي في يونيو 2009 أجبر الحكومة الكندية على إحضاره إلى بلده. كان لوني واحدًا من ثلاثين شخصًا داعمًا مستعدًا للترحيب بعبد الرزاق في وطنه عند وصوله إلى مطار تورنتو بيرسون الدولي، بتاريخ 27 يونيو، 2009.